# Рыбин, Дмитрий Иванович
Дмитрий Иванович Рыбин (28 ноября 1896 года, село Акимо-Ильиновка, ныне Узловский район, Тульская область — 25 октября 1974 года, Москва) — советский военный деятель, Генерал-майор (22 февраля 1944 года).

## Начальная биография
Дмитрий Иванович Рыбин родился 28 ноября 1896 года в селе Акимо-Ильиновка ныне Узловского района Тульской области в семье служащих.
С марта 1910 года работал батраком в Богородицком уезде Тульской губернии и рабочим лесного склада в Москве.

## Военная служба

### Первая мировая и гражданская войны
В июне 1915 года был призван в ряды Русской императорской армии, после чего был направлен рядовым в состав 62-го запасного батальона, дислоцированного в Нижнем Новгороде. В сентябре того же года Рыбин был направлен в 253-й Перекопский полк (64-я пехотная дивизия, Западный фронт), в составе которого принимал участие в боевых действиях под Сморгонью. В октябре 1916 года в бою был ранен, после чего и находился на лечении в госпитале. После выздоровлении в январе 1917 года был направлен на учёбу в 6-ю Московскую школу прапорщиков и её окончания в июне того же года Рыбин в чине прапорщика был назначен на должность младшего офицера роты в составе 11-го Псковского полка (3-я пехотная дивизия), после чего принимал участие в боевых действиях на Юго-Западном и Северном фронтах.
В феврале 1918 года был призван в ряды РККА, в том же году вступил в ряды РКП(б). Принимал участие в боевых действиях на Восточном и Кавказском фронтах, находясь на должностях командира роты, батальона 2-го отдельного Уфимского полка, помощника начальника штаба 25-й стрелковой дивизии, Пятигорского боевого участка, начальника и военкома штаба отдельной Башкирской стрелковой бригады.

### Межвоенное время
В октябре 1922 года был назначен на должность командира батальона в составе 76-го Карельского полка (26-я стрелковая дивизия).
В октябре 1923 года был направлен на учёбу на восточный факультет Военной академии РККА, после окончания которой с сентября 1925 года находился в распоряжении Разведывательного управления, с октября 1925 года был резидентом в Харбине и в октябре 1926 года был назначен на должность начальника оперативной части штаба 99-й стрелковой дивизии (Украинский военный округ). В сентябре 1927 года Рыбин был прикомандирован к 3-му управлению Штаба РККА и в феврале 1928 года был назначен на должность помощника начальника бюро рационализации Управления устройства и службы Главного управления РККА.
В ноябре 1930 года был направлен на учёбу на курсы усовершенствования высшего начальствующего состава РККА при Военной академии имени М. В. Фрунзе, после окончания которых с января 1931 года состоял в резерве РККА, а затем исполнял должность заместителя начальника военного отдела Центрального совета Осоавиахима. В августе того же года был назначен на должность помощника начальника штаба 8-й стрелковой дивизии (Белорусский военный округ), в мае 1932 года — на должность помощника начальника сектора 5-го управления Штаба РККА, в декабре 1934 года — на должность преподавателя кафедры тактики, а затем на должность руководителя кафедры тактики, кафедры организации и мобилизации войск Военной академии имени М. В. Фрунзе.

### Великая Отечественная война
В августе 1941 года Рыбин был назначен на должность начальника штаба 339-й стрелковой дивизии (Северокавказский военный округ), а в апреле 1942 года — на должность заместителя начальника штаба — начальника оперативного отдела 56-й армии (Южный фронт), однако с июня того же года состоял в резерве Военного совета этой же армии, и затем в июле был назначен на должность начальника штаба 158-го укреплённого района (Южный фронт), а в августе — на должность начальника штаба 276-й стрелковой дивизии, после чего участвовал в ходе боевых действий за Таганрог, а также при овладении деревней Неклиновка на реке Миус и в боевых действиях в районе города Орджоникидзе.
В ноябре 1942 года Дмитрий Иванович Рыбин был назначен на должность начальника штаба 13-го стрелкового корпуса, который находился на формировании в Тбилиси. С 22 ноября по 25 декабря временно командовал этим корпусом. После сформирования корпус был включён в состав 46-й армии (Черноморская группа войск, Закавказский фронт), а затем принимал участие в ходе битвы за Кавказ. В августе 1943 года был освобождён по болезни от занимаемой должности начальника штаба корпуса, после чего был зачислен в распоряжение Главного управления кадров НКО.
В декабре 1943 года был назначен на должность старшего преподавателя Высшей военной академии имени К. Е. Ворошилова.

### Послевоенная карьера
После окончания войны находился на прежней должности. Генерал-майор Дмитрий Иванович Рыбин в мае 1947 года вышел в отставку.
С августа 1950 по май 1954 года работал старшим научным редактором главной редакции Большой советской энциклопедии.
Умер 25 октября 1974 года в Москве. Похоронен на Введенском кладбище (29 уч.).

## Награды
- Орден Ленина;
- Два ордена Красного Знамени;
- Два ордена Красной Звезды;
- Медали.